# Hochstraße Hričovský kanál

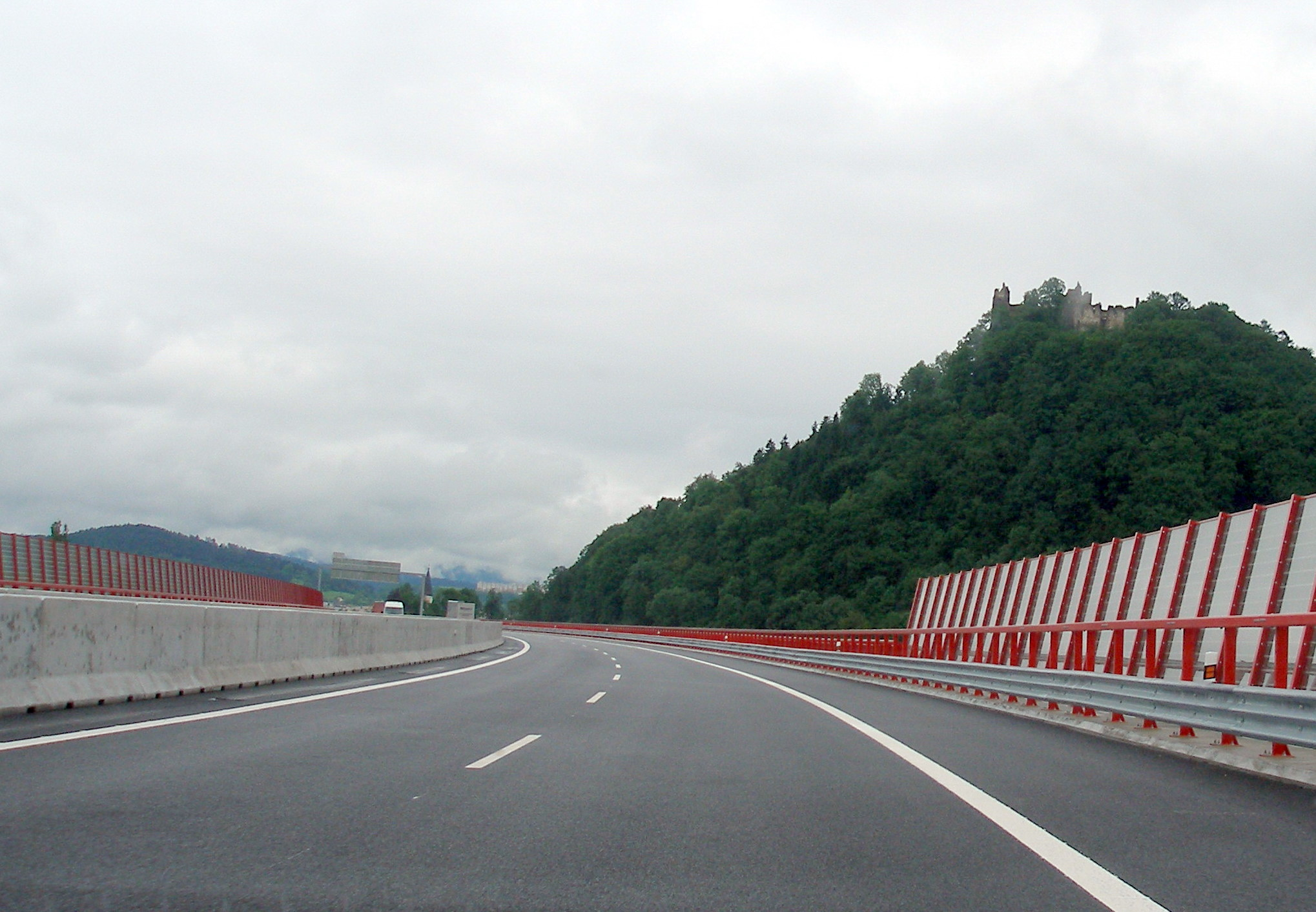
Ansicht auf dem Fahrbahnniveau

Die Hochstraße Hričovský kanál (slowakisch Estakáda Hričovský kanál, vom Betreiber offiziell Most na D1 Hričovský kanál genannt) ist eine Autobahnbrücke der Diaľnica D1 in die Nordwestslowakei. Sie gilt mit 1786 m (oder 1785 m) als eine der längsten slowakischen Brücken und wurde errichtet, um das Überschwemmungsgebiet des Flusses Waag und dessen Seitenkanals Hrićovský kanál nördlich von Považská Bystrica zwischen den Stadtteilen Považské Podhradie und Považská Teplá sicher überqueren zu können und verläuft in dem schmalen Streifen zwischen den beiden Fließgewässern. Am nördlichen Ende geht die Hochstraße nahtlos in die 326 m lange Waagbrücke Vrtižer über, deshalb wird in einigen Quellen die Gesamtlänge im Bereich von 2100 m angegeben.
Die Hochstraße wurde zwischen 2007 und 2010 als Teil des D1-Abschnittes Sverepec–Vrtižer gebaut und besteht aus zwei Bauteilen. Der erste Teil (in Richtung der Kilometrierung gesehen) ist eine Stahl-Spannbetonbrücke mit 25 Spannen (32 m + 23 × 40 m + 32 m). Der zweite Teil wurde mit 36 beziehungsweise 38 m langen Spannbetonfertigteilen mit 21 Spannen auf einer Stahlbetonplatte ausgeführt. Zuständiges Bauunternehmen war Váhostav-SK, a. s.
Die Brücke wurde zusammen mit dem Rest des Abschnitts am 31. Mai 2010 eröffnet.